# تكون الدم خارج النخاع
تكون الدم خارج النخاع (بالإنجليزية: Extramedullary hematopoiesis) وهي حالةٌ يحدث فيها تكونٌ للدم خارج نخاع العظم، وقد تكون مرضيةً أو فيزيولوجيةً (طبيعيةً).
يحدث تكون الدم خارج النخاع فيزيولوجيًا خلال تطور الجنين، وقد يكون في عدةٍ مواقع في الجسم، وذلك اعتمادًا على نوع تكون الدم المطلوب في نفس اللحظة. أما مرضيًا، فقد يحدث تكون الدم خارج النخاع مرضيًا خلال مرحلة البلوغ، حيثُ لا يعمل تكون الدم بشكلٍ طبيعي في نخاع العظم، لذلك تهاجر الخلايا الجذعية المكونة للدم إلى أنسجةٍ أُخرى لإكمال عملية تكوين خلايا الدم. قد يؤدي تكون الدم خارج النخاع المرضي إلى تليفٍ نقوي أو ثلاسيميا أو اضطراباتٍ أُخرى تحدث في جهاز تكوين الدم.